# Titus O'Neil
Thaddeus Michael Bullard, meglio conosciuto come Titus O'Neil (Boynton Beach, 29 aprile 1977), è un wrestler ed ex giocatore di football americano statunitense sotto contratto con la WWE, dove svolge il ruolo di ambasciatore.
In WWE ha detenuto una volta il 24/7 Championship (di cui è stato il campione inaugurale) e il WWE Tag Team Championship (con Darren Young). Nel 2020 O'Neil ha anche ottenuto il Warrior Award nella WWE Hall of Fame.

## Carriera

### WWE (2009–presente)

#### Florida Championship Wrestling (2009–2012)
Bullard firma un contratto di sviluppo con la WWE nel 2009 e inizia a combattere nella Florida Championship Wrestling. Fa il suo debutto il 12 novembre 2009 perdendo contro Lennox McEnroe. Il 12 dicembre, Titus O'Neil e Skip Sheffield vengono sconfitti da Alex Riley e Vance Archer in un tag team match. Il 17 dicembre, O'Neil partecipa a un 8-man tag team match: in squadra con Skip Sheffield, Justin Gabriel e Big E Langston sconfigge Donny Marlow, Jimmy Uso, David Otunga e Lennox McEnroe. Il 18 febbraio 2010, viene sconfitto da Michael Tarver e il giorno successivo da Heath Slater. La settimana dopo, gli Usos (Jey Uso e Jimmy Uso) sconfiggono O'Neil e Langston in un tag team match. Ottiene il suo primo successo da singolo il 4 marzo, quando sconfigge Adam Atherton. L'8 marzo, O'Neil viene sconfitto da Curt Hawkins. Il 15 aprile, O'Neil fa da arbitro al match che vedeva opposti Michael McGillicutty e Brett DiBiase. Prima di essere trasferito ad NXT, viene sconfitto insieme ad Husky Harris dai Dudebusters (Caylen Croft e Trent Baretta).
Titus O'Neil avendo perso a NXT, ritorna in Florida Championship Wrestling nel tentativo di migliorare. Il 3 dicembre conquista l'FCW Florida Tag Team Championship con Damien Sandow sconfiggendo Mason Ryan e Xavier Woods nella finale del torneo per decretare i nuovi campioni, dopo che il titolo era stato dichiarato vacante per l'infortunio di Wes Brisco. Durante il loro regno da campioni, O'Neil e Sandow iniziano un feud con Richie Steamboat e Seth Rollins contro i quali difendono le cinture il 23 gennaio. La settimana successiva, Titus O'Neil viene sconfitto da Richie Steamboat. Il 25 marzo 2011, Sandow & O'Neil perdono le cinture di coppia FCW contro Seth Rollins & Richie Steamboat. A fine match, O'Neil effettua un turn face, attaccando il suo tag team partner heel Damien Sandow. Ritorna poi alla competizione singola e il 7 aprile ottiene una vittoria contro Monty Lynch. Da face, affronta poi il suo ex tag team partner Damien Sandow, rimasto heel ed è proprio quest'ultimo ad avere la meglio grazie ad una scorrettezza. Nei tapings FCW del 19 maggio, vince per squalifica contro Jinder Mahal. La settimana dopo, vince un altro match per squalifica ma stavolta contro Byron Saxton. Nei tapings del 30 giugno, Titus O'Neil vince un match di coppia insieme a Roman Leakee contro Erick Rowan e James Bronson. All'FCW Gainesville Show dell'8 luglio, Titus vince un 6-man tag team match insieme a Seth Rollins e Bo Rotundo contro Lucky Cannon, Dean Ambrose e Damien Sandow. Il match è stato deciso da John Morrison che era ospite speciale dello show poiché Cannon, Ambrose e Sandow si dicevano stufi di vedere la faccia di Morrison ovunque. Dal febbraio 2012, O'Neil viene promosso a tempo pieno nel main roster WWE e abbandona la FCW.

#### NXT(2010–2012)
Durante l'ultima puntata di NXT prima stagione viene annunciato che Titus O'Neil sarà uno degli esordienti della seconda stagione con Zack Ryder come mentore. Fa il suo debutto l'8 giugno in coppia con il suo pro Zack Ryder perdendo contro John Morrison e il suo rookie Eli Cottonwood. Le due settimane successive Titus colleziona due sconfitte una per mano di Alex Riley e una nel 6-man tag team match che lo vedeva opposto a Lucky Cannon, Kaval e Michael McGillicutty nel quale è proprio Titus ad essere schienato da Kaval dopo aver subito la McGillicutter di McGillicutty. La settimana dopo compare ultimo nella classifica degli esordienti e viene eliminato da NXT.
Titus O'Neil ritorna a NXT Season 5, che assume il nome di "NXT Redemption" per la sua caratteristica di avere come protagonisti rookies che hanno preso parte ad altre stagioni del programma. Nel caso di O'Neil, la seconda dove si classificò all'ultimo posto. Nella prima puntata, quella dell'8 febbraio, sconfigge Lucky Cannon. Il 15 marzo, a NXT, Titus O'Neil vince ben due prove. Nella puntata di NXT del 22 marzo, O'Neil ne vince un'altra e la stessa sera, sconfigge Darren Young ad un match. La settimana dopo, oltre a vincere la prova settimanale garantendosi matematicamente l'immunità all'eliminazione, partecipa ad un 6-man tag team match in squadra con Conor O'Brian e Byron Saxton contro Darren Young, Lucky Cannon e Jacob Novak. Lo schienamento vincente viene effettuato proprio da O'Neil su Novak. Nella puntata di NXT del 5 aprile, O'Neil vince un tag team match in coppia con il suo pro Hornswoggle contro Chavo Guerrero e Darren Young. La settimana dopo, ottiene la sua sesta vittoria consecutiva sconfiggendo Darren Young. A Extreme Rules, O'Neil ha fatto da Lumberjack nel match valido per il WWE Tag Team Championship fra Big Show e Kane e Wade Barrett e Ezekiel Jackson. Nella puntata di NXT del 10 maggio, subisce la sua prima sconfitta nella quinta stagione per mano del suo rivale Darren Young. Nella puntata di NXT del 17 maggio, perde nuovamente contro Young per count-out. La settimana dopo, viene sancito un No DQ match fra i due per la sfida decisiva, che viene vinta da O'Neil. Nella puntata del 1º giugno, O'Neil e Hornswoggle partecipano ad un tag team turmoil match dove però sono la prima squadra ad essere eliminata, per mano di Tyson Kidd e Lucky Cannon. Nella puntata di NXT del 7 giugno, O'Neil sconfigge Lucky Cannon. Solo una settimana più tardi, riesce a vincere anche il rematch contro Cannon. Il 21 giugno, sempre ad NXT, Titus viene sfidato dal suo mentore della seconda stagione di NXT, Zack Ryder, contro il quale perde. Nella puntata di NXT del 28 giugno, sconfigge JTG. Nella puntata di NXT del 5 luglio, in coppia con Darren Young, viene sconfitto da Derrick Bateman e il suo Pro Daniel Bryan. Nella puntata di NXT del 12 luglio, perde un Triple Threat Elimination Match contro Darren Young e il vincitore Derrick Bateman. Nella puntata di NXT del 19 luglio, prima vince una gara contro i rookies, poi sconfigge Darren Young. La settimana dopo, perde un match contro Derrick Bateman. Nella puntata di NXT del 2 agosto, Titus O'Neil si allea con Matt Striker per sconfiggere Darren Young & Derrick Bateman. Nella puntata del 9 agosto, Titus O'Neil affronta e sconfigge in un match singolo Derrick Bateman. Tuttavia, sette giorni dopo Bateman presenta la sua nuova alleata e manager, Maxine che attacca AJ, manager di O'Neil e aiuta lo stesso Derrick a sconfiggere Titus nel main event. Nella puntata di NXT del 6 settembre, Titus O'Neil & AJ sconfiggono Derrick Bateman & Maxine in un match a coppie miste.
Nella puntata di Superstars dell'8 settembre, combatte eccezionalmente un match di coppia insieme a Percy Watson contro Tyler Reks & Curt Hawkins. Tuttavia, i due rinnovano la loro partnership la settimana seguente e, a NXT, ottengono una vittoria ai danni di Derrick Bateman e Tyson Kidd. Nella puntata di NXT del 20 settembre, O'Neil e Watson perdono contro la coppia formata da Darren Young e JTG. Il 14 ottobre, a SmackDown, partecipa alla Battle Royal promossa da Theodore Long e John Laurinaitis nella quale il vincitore avrebbe potuto sfidare un campione a sua scelta in un match titolato, ma viene eliminato. Nella puntata di NXT del 18 ottobre, O'Neil e Watson vincono un match di coppia nel main event contro Derrick Bateman e JTG. Il 1º novembre, vince ancora in un 6-person tag team match insieme a Percy Watson ed AJ contro Derrick Bateman, JTG e Maxine. Nella puntata dell'8 novembre, perde insieme a Watson contro Bateman e Johnny Curtis mentre nella puntata del 15 novembre, riesce a battere Tyler Reks ma, alla fine del match, viene attaccato dal rientrante Darren Young che aveva subito una sospensione di 30 giorni per aver violato il Wellness Program. Nella puntata del 29 novembre, O'Neil perde un Triple Treath Match fra rookie venendo schienato da Bateman. Il premio per chi avesse vinto il match era l'opportunità di esibirsi per una sera a SmackDown. Nelle successiva puntate, si riaccende la rivalità con Darren Young, quando quest'ultimo lo accusa di essere un perdente e di essere falso quando dice di essere un esempio per i ragazzi e che, in realtà, è un violento quando sale sul ring. Comunque, O'Neil il 21 dicembre è impegnato in un match contro JTG nel quale riesce a vincere ma, durante i festeggiamenti, viene attaccato da Young che si era finto infortunato al tavolo di commento.

#### Prime Time Players (2012–2014)

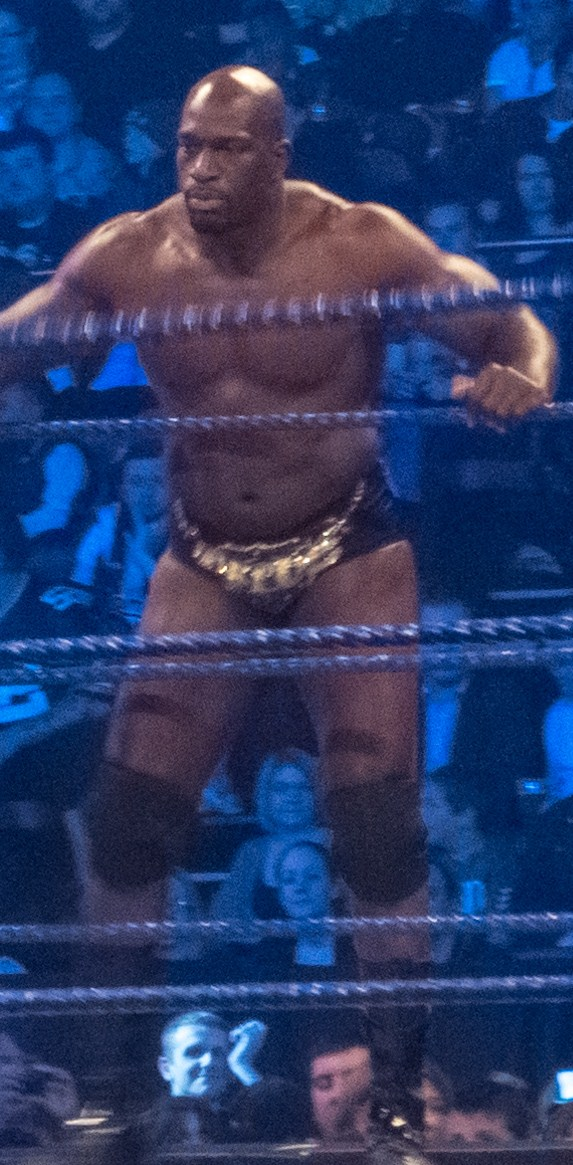
Titus O'Neil a SmackDown

Nella puntata del 17 gennaio, Titus effettua un Turn Heel dopo aver vinto un No DQ Match contro Darren Young, prendendo il microfono e insultando il pubblico dell'arena di Las Vegas, dove si stava tenendo l'evento. Nell'edizione di NXT del 24 gennaio, Titus combatte il suo primo match da Heel, battendo il suo ex compagno Percy Watson. La settimana seguente, diventa amico dell'ex rivale Darren Young e i due battono Alex Riley e Percy Watson. Nel mese di aprile, sottoscrivono un contratto con il roster di SmackDown, passando in pianta stabile allo show blu.
Nella puntata del 20 aprile, fanno il loro debutto nel roster blu battendo gli Usos. Dopo aver sconfitto Yoshi Tatsu ed Ezekiel Jackson e Santino Marella e Zack Ryder, nella puntata di SmackDown del 18 maggio, perdono contro i campioni di coppia R-Truth e Kofi Kingston. Ad Over the Limit, partecipa ad una Battle Royal a 20 uomini, nella quale il vincitore avrebbe scelto un campione secondario da sfidare con la cintura in palio, ma viene eliminatogli da uno degli Usos. Successivamente, i due annunciano che il Tag Team si chiamerà Prime Time Players. A No Way Out il team partecipa ad un Fatal 4-way tag team Match per decretare i primi sfidanti ai WWE Tag Team Championship. O'Neil e Young riescono a sconfiggere i loro avversari divenendo così i primi sfidanti ai titoli di coppia. A fine match inoltre, l'agente Abraham Washington, annuncia che sarà il loro nuovo manager. Il giorno dopo, a Raw, i Prime Time Players perdono per count-out contro Epico & Primo, dopo essere fuggiti dalla contesa sotto consiglio di Washington. A Money in the Bank, i Prime Time Players vengono sconfitti da Primo & Epico. Nella puntata di Raw successiva al PPV, perdono contro i campioni di coppia Kofi Kingston e R-Truth. A SmackDown, vincono il match indetto dal General Manager Booker T fra i Prime Time Players ed Epico e Primo per determinare i primi sfidanti ai titoli di coppia, confermando di meritare il match titolato.
Nella giornata del 10 agosto, AW viene licenziato dalla WWE, a causa di un comportamento non consono agli standard della compagnia. A SummerSlam, i PTP non riescono a conquistare i titoli di coppia contro R-Truth e Kofi Kingston. Sconfiggendo Epico e Primo e gli Usos in un Triple Treath Tag Team Match, confermando di meritare di essere i primi sfidanti alle corone ma successivamente, a Raw il 10 settembre, la GM AJ, mentre sta avendo una discussione con PTP puntualizza a loro che non sono ancora i primi sfidanti per i titoli di coppia e che per avere il match a Night of Champions dovranno battere il team composto da Kane e Daniel Bryan; il match decreterà i primi sfidanti. Nonostante gli attriti fra di loro a vincere il match sono Kane e Daniel Bryan, che quindi affronteranno i Boom Jimmy a Night of Champions. Al PPV, O'Neil comunque prende parte alla Battle Royal del Pre-Show valida per lo status di primo sfidante allo United States Championship, ma viene eliminato da Zack Ryder. Viene poi indetto un torneo per decretare i nuovi primi sfidanti ai titoli di coppia per Hell in a Cell e battendo Kofi Kingston e R-Truth, il 5 ottobre a SmackDown, avanzano al turno successivo per decretare i primi sfidanti ai titoli di coppia detenuti da Kane e Daniel Bryan per Hell in a Cell, ma l'8 ottobre, vengono eliminati in semifinale da Rey Mysterio e Sin Cara. A Hell in a Cell, i Prime Time Players perdono contro Rey Mysterio e Sin Cara. Alle Survivor Series, O'Neil perde il Traditional 5 on 5 Elimination Match insieme a Primo, Epico, Darren Young e Tensai contro il Team formato da Brodus Clay, gli International Airstrike, Rey Mysterio e Sin Cara. Il 10 dicembre a Raw, prendono anche parte ad un Fatal 4-Way Tag Team Match per decretare gli avversari di Mysterio e Cara a TLC in un match valido per lo status di primi sfidanti alle corone di coppia, ma perdono in favore dei Rhodes Scholars.
Nel 2013, prende parte alla Royal Rumble, entrando con il numero 7 e venendo eliminato da Sheamus. A Main Event, Titus viene anche sconfitto in singolo da Tensai. Lottano poi tantissime volte contro il Team Hell No incassando pochi successi e parecchie sconfitte, anche a Superstars contro Justin Gabriel e Sin Cara e contro gli Usos. Nella puntata di Raw del 22 luglio 2013 perde contro Christian per schienamento. Durante il mese di agosto apre una faida insieme Darren Young contro Jack Swagger e Antonio Cesaro, turnando Face.
A Night of Champions i Prime Time Players perdono contro Seth Rollins e Roman Reigns in un match valido per i titoli di coppia.
Nella puntata di Raw del 16 settembre i PrimeTime Players intervengono in difesa di Daniel Bryan insieme a Justin Gabriel, Dolph Ziggler, Kofi Kingston, Zack Ryder, i fratelli Jimmy e Jey Uso, Rob Van Dam e R-Truth contro lo Shield e Randy Orton, festeggiando sul ring insieme all'American Dragon dopo aver scacciato i quattro. Nella puntata di SmackDown del 29 novembre perde contro Antonio Cesaro ma dopo il Match vomita sul cappello di JBL e poi su Zeb Colter dato che Titus aveva vinto prima una gara del mangiare contro The Great Khali. Nell'edizione di Raw del 2 dicembre i Prime Time Players perdono contro gli Real Americans.

#### Competizione singola e Slater Gator (2014–2015)
Nella puntata di SmackDown del 31 gennaio 2014 attacca il suo compagno Darren Young dopo l'ennesima sconfitta effettuando dunque un Turn Heel. A Elimination Chamber O'Neil riesce a sconfiggere Darren Young. Nella puntata di Raw del 17 marzo O'Neil viene sconfitto da Sheamus. Il 16 maggio a SmackDown! viene sconfitto da Sheamus in pochi secondi. A SmackDown del 20 giugno perde contro Adam Rose. Nella puntata di SmackDown dell'11 luglio fa coppia con Heath Slater perdendo contro gli Usos. Il 5 agosto a Main Event gli Slater Gator battono il team di Goldust e Stardust, tramite un roll-up di Slater su Goldust. Dopodiché avranno un Feud con Adam Rose e The Bunny, Feud che si conclude a Survivor Series dove i Slater Gator, perdono con Rose e The Bunny. Il 27 novembre a Superstars il duo perde contro gli Usos. Dopo di che Heath Slater starà fuori fino a febbraio 2015, dove a Smackdown! si riuniscono e perdono un tag team turmoil contro Bryan e Reings.

#### Reunion dei Prime Time Players (2015–2016)
Nella puntata di Raw del 16 febbraio, Darren Young combatte assieme ad un partner misterioso contro gli Ascension, ma questi ultimi attaccano Young e il suo partner prima del suono della campana, in aiuto dei due interviene Titus O'Neil che insieme a Young riesce a cacciare fuori dal quadrato gli Ascension riformando i Prime Time Players ed effettuando un turn face. Stessa settimana a Main Event affronta Adam Rose, match che vince per squalifica a causa delle interferenze dei Rosebuds, questa volta Young interviene e aiuta Titus a fare piazza pulita. La settimana dopo a Raw, i Prime Time Players affrontano gli Ascension, sconfiggendoli. Nella puntata di Superstars del 1º maggio, O'Neil e Young sconfiggono i Los Matadores. A Elimination Chamber, i Prime Time Players, partecipano al Tag Team Elimination Chamber match valido per i WWE Tag Team Championships, dove vengono eliminati per ultimi dai campioni di coppia del New Day. La settimana successiva a Smackdown vincono un match di coppia ottenendo gli status di sfidanti al WWE Tag Team Championships a Money in the Bank. Nell'omonimo pay-per-view del 14 giugno sconfiggono due dei tre membri del New Day, Big E e Xavier Woods (Kofi Kingston era impegnato nel Money in the Bank ladder match ma con la regola del "Freebird Rule" Xavier Woods può prendere il suo posto), conquistando i titoli di coppia. A Money in the Bank del 14 giugno vincono i titoli sconfiggendo Woods e Big E (Kingston era impegnato nel Money in the Bank Ladder Match). Difendono successivamente i titoli i numerose occasioni, come a Battleground (19 luglio), prima di perderli a SummerSlam del 23 agosto a favore dei New Day (Big E e Kofi Kingston) in un Fatal 4-Way Tag Team Match che includeva anche i Los Matadores e i Lucha Dragons (Sin Cara e Kalisto). Nella puntata di Raw del 14 settembre i Prime Time Players sono stati sconfitti da Big E e Kofi Kingston del New Day, fallendo l'assalto ai titoli di coppia. Nella puntata di SmackDown del 5 novembre i Prime Time Players affrontano, con i Lucha Dragons, la Wyatt Family (Bray Wyatt, Luke Harper, Erick Rowan e Braun Strowman) in un Traditional Survivor Series Tag Team Elimination Match ma vengono pesantemente sconfitti (venendo tutti e quattro eliminati, mentre la Wyatt Family non ha perso neanche uno dei suoi membri). Nella puntata di Raw del 9 novembre ha partecipato ad un torneo per assegnare il vacante WWE World Heavyweight Championship ma è stato eliminato da Kevin Owens negli ottavi di finale. Nella puntata di Raw del 23 novembre, assieme a Goldust, i Prime Time Players affrontano e sconfiggono gli Ascension e Stardust.
All'inizio di dicembre, inoltre, Titus ha cominciato una faida con Stardust e in tutte le occasioni è riuscito a trionfare su di lui. Pur non essendosi sciolti ufficialmente, i Prime Time Players non hanno più combattuto dal 2 febbraio del 2016 e sia O'Neil che Young sono stati visti combattere esclusivamente in singolo.
Alla Royal Rumble del 24 gennaio 2016 partecipa all'omonimo match entrando con il numero 11 ed eliminando Goldust, ma viene eliminato da Big Show. Al termine della puntata di Raw dell'8 febbraio, durante la celebrazione della carriera di Daniel Bryan (che annunciò ufficialmente il suo ritiro quella sera), Titus afferrò giocosamente il braccio di Vince McMahon nel tentativo di scherzare; tale gesto gli costò una sospensione di tre mesi per "condotta non professionale".
Titus torna nella puntata di Raw del 2 maggio dove ha preso parte ad una 20-man Battle Royal per determinare il contendente n°1 allo United States Championship, detenuto da Kalisto, ma è stato eliminato. Torna nella puntata di SmackDown del 26 maggio, intervenendo alla fine del match tra Rusev e Kalisto (vinto dal primo) e con l'apparente intenzione di volere un match per lo United States Championship contro il bulgaro. Dopo alcuni "scontri" verbali avvenuti con Rusev, Titus ha attaccato il bulgaro nella puntata di Raw del 6 giugno (al termine del match in cui Rusev ha sconfitto Jack Swagger). Il 19 giugno a Money in the Bank Titus è stato sconfitto da Rusev, fallendo così l'assalto allo United States Championship. Nella puntata di Raw del 27 giugno Titus ha sconfitto Rusev per count-out in un match non titolato. Nella puntata di Raw del 4 luglio viene sconfitto da Rusev, fallendo l'assalto allo United States Championship per la seconda volta. Nella puntata di Raw dell'11 luglio sconfigge facilmente il suo ex-compagno Heath Slater.

#### Cambio di roster (2016–2017)
Con la Draft Lottery avvenuta nella puntata di SmackDown del 19 luglio, Titus è stato trasferito nel roster di Raw. Nella puntata di Raw del 1º agosto Titus ha sconfitto il suo ex-compagno Darren Young, ora alleatosi con Bob Backlund, e nel post match è stato attaccato da Young. Nella successiva puntata di Raw dell'8 agosto è stato sconfitto da Darren Young. Nella puntata di Raw del 15 agosto O'Neil e Young hanno affrontato gli Shining Stars (Primo e Epico) ma, a causa di Bob Backlund, Titus ha effettuato un turn heel colpendo Young con il Clash of the Titus per poi andarsene, permettendo agli Shining Stars di vincere l'incontro. Nella puntata di Raw del 29 agosto O'Neil è stato nuovamente sconfitto da Darren Young, attaccandolo duramente nel post match. Nella puntata di Superstars del 9 settembre Titus ha sconfitto Jack Swagger. Sempre a Superstars, il 16 settembre, Titus e Curtis Axel sono stati sconfitti da Darren Young e Neville. Nella puntata di Superstars del 23 settembre Titus viene sconfitto, insieme a Jinder Mahal, dai Golden Truth (Goldust e R-Truth). Nella puntata di Raw del 3 ottobre Titus è stato sconfitto da Sami Zayn. Nella puntata di Raw del 10 ottobre Titus è stato sconfitto da R-Truth a causa dell'interferenza di Goldust. Nella puntata di Raw del 17 ottobre Titus e gli Shining Stars sono stati sconfitti dai Golden Truth e Mark Henry. Nella puntata di Superstars del 28 ottobre Titus è stato sconfitto da Neville. Nella puntata di Raw del 31 ottobre Titus ha partecipato ad una battle royal per determinare l'ultimo membro del Team Raw per Survivor Series ma è stato eliminato da Sami Zayn. Nella puntata di Superstars dell'11 novembre Titus è stato sconfitto da Neville. Nella puntata di Superstars del 18 novembre Titus ha sconfitto Curtis Axel. Nella puntata di Raw del 5 dicembre Titus è stato sconfitto da Mark Henry in pochissimi secondi. Nella puntata di Raw del 19 dicembre Titus ha affrontato Sin Cara ma il match è terminato in un no contest a causa di Braun Strowman, che ha attaccato senza motivo entrambi. Nella puntata di Main Event del 29 dicembre Titus ha sconfitto Curtis Axel.

#### Titus Worldwide (2017–2018)
Dopo aver inaugurato il Titus Brand nella puntata di Raw del 2 gennaio 2017, O'Neil ha interrotto il segmento del New Day (Big E, Kofi Kingston e Xavier Woods), chiedendo ai tre di poter diventare un membro della stable; di fronte al rifiuto, Titus ha affrontato Xavier Woods ma è stato sconfitto. Nella puntata di Raw del 9 gennaio Titus ha accettato la sfida del New Day di riuscire a trasportare una tanica di Booty Juice intorno al ring entro dodici secondi ma ha fallito e, per questo, ha attaccato Kofi Kingston, sfidandolo in un match dove però Titus è stato sconfitto. Nella puntata di Raw del 16 gennaio Titus è stato sconfitto anche da Big E in un match dove, se O'Neil avesse vinto, l'intero New Day non avrebbe potuto partecipare alla Royal Rumble. Nella puntata di Raw del 23 gennaio Titus, Braun Strowman, Jinder Mahal e Rusev hanno sconfitto Enzo Amore, Big Cass, Big E e Kofi Kingston. Nella puntata di Main Event del 5 febbraio Titus e gli Shining Stars (Primo e Epico) sono stati sconfitti dal New Day. Nella puntata di Raw del 27 febbraio Titus è stato sconfitto in pochi secondi da Sheamus. Nella puntata di Raw del 13 marzo Titus O'Neil è stato sconfitto in poco tempo da Big Show. Il 2 aprile, nel Kick-off di WrestleMania 33, Titus ha partecipato all'annuale André the Giant Memorial Battle Royal ma è stato eliminato da Sami Zayn. Nella puntata di Main Event del 7 aprile Titus ha sconfitto Curtis Axel. Successivamente Titus ha iniziato a seguire Apollo Crews come manager nei suoi match, incoraggiandolo e sostenendolo come membro del Titus Worldwide (precedente modifica del Titus Brand). Nella puntata di Main Event del 14 aprile Titus è stato sconfitto da Big Cass. Nella puntata di Main Event del 21 aprile Titus ha sconfitto Curtis Axel. Nella puntata di Main Event del 28 aprile Titus è stato sconfitto da Rhyno. Nella puntata di Raw del 15 maggio Titus è stato sconfitto da Big Cass. Nella puntata di Raw del 29 maggio Titus ha sconfitto Kalisto. Nella puntata di Raw del 5 giugno Titus è stato sconfitto da Kalisto. Dopo aver effettuato contestualmente un turn face, nella puntata di Raw del 19 giugno Titus e Apollo Crews sono stati sconfitti dai Raw Tag Team Champions Cesaro e Sheamus. In seguito O'Neil è diventato anche il manager di Akira Tozawa, seguendolo attivamente durante i suoi incontri. Nella puntata di Raw del 2 ottobre Titus è stato sconfitto da Elias. Nella puntata di Raw del 16 ottobre Titus, Apollo Crews e Jason Jordan hanno sconfitto Elias, Luke Gallows e Karl Anderson. Nella puntata di Main Event del 27 ottobre Titus e Apollo Crews sono stati sconfitti da Luke Gallows e Karl Anderson. Nella puntata di Raw del 27 novembre Titus è stato pesantemente sconfitto da Samoa Joe. Nella puntata di Main Event del 27 dicembre Titus e Apollo Crews sono stati sconfitti dai Revival (Dash Wilder e Scott Dawson).

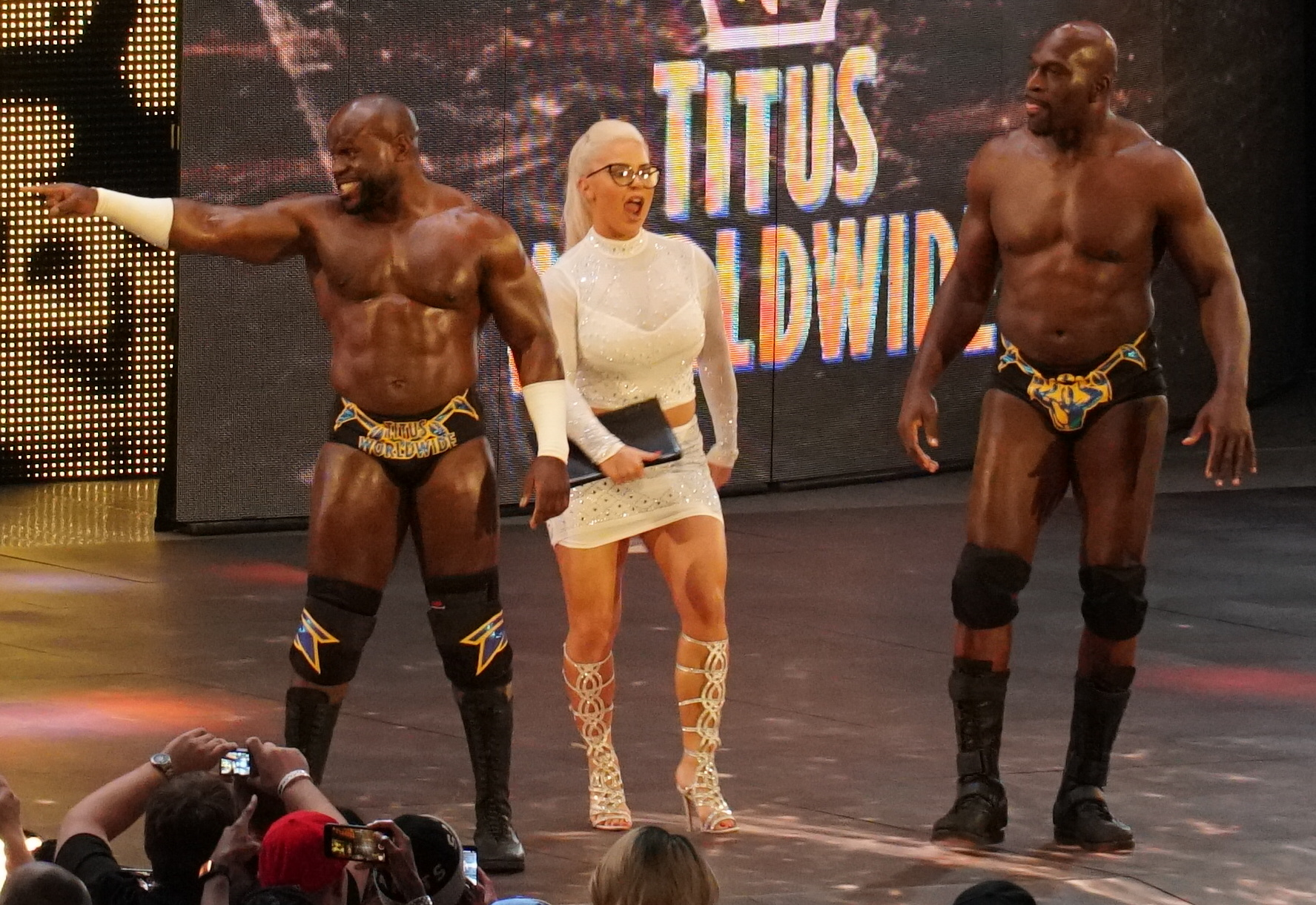
Titus assieme ai suoi compagni del Titus Worldwide, Apollo Crews (a sinistra) e Dana Brooke (al centro), nell'aprile del 2018

Nella puntata di Raw dell'8 gennaio 2018 Titus e Apollo Crews hanno sconfitto Cesaro e Sheamus. Nella puntata di Raw del 15 gennaio Titus e Apollo Crews hanno sconfitto nuovamente Cesaro e Sheamus grazie ad una distrazione di Jason Jordan. Nella puntata speciale di Raw 25th Anniversary del 22 gennaio il match tra Titus e Apollo Crews contro Heath Slater e Rhyno è terminato in no contest. Il 28 gennaio, alla Royal Rumble, Titus ha partecipato all'omonimo match entrando col numero 25 ma è stato eliminato da Roman Reigns. Nella puntata di Raw del 29 gennaio Titus e Apollo Crews hanno affrontato Cesaro e Sheamus per il Raw Tag Team Championship ma sono stati sconfitti. Nella puntata di Raw del 19 febbraio il Titus Worldwide ha sconfitto Cesaro e Sheamus in un match non titolato. Il 25 febbraio, ad Elimination Chamber, Titus e Apollo hanno affrontato Cesaro e Sheamus per il Raw Tag Team Championship ma sono stati sconfitti. Nella puntata di Raw del 26 febbraio Titus e Apollo hanno affrontato nuovamente Cesaro e Sheamus per il Raw Tag Team Championship in un 2-out-of-3 Falls match ma sono stati sconfitti per 2-0. Nella puntata di Raw del 12 marzo Apollo e Titus hanno partecipato ad una Battle Royal per determinare i contendenti n°1 al Raw Tag Team Championship di Cesaro e Sheamus ma sono stati eliminati da Braun Strowman. Nella puntata di Raw del 19 marzo Apollo e Titus sono stati sconfitti dai Revival. Nella puntata di Main Event del 28 marzo Apollo e Titus sono stati sconfitti nuovamente dai Revival. L'8 aprile, nel Kick-off di WrestleMania 34, Titus ha partecipato all'annuale André the Giant Memorial Battle Royal ma è stato eliminato da Dolph Ziggler. Nella puntata di Raw del 9 aprile Apollo e Titus sono stati sconfitti da Bray Wyatt e "Woken" Matt Hardy. Nella puntata di Raw del 23 aprile Apollo e Titus sono stati sconfitti da Dolph Ziggler e Drew McIntyre. Il 27 aprile, a Greatest Royal Rumble, Titus ha partecipato al Royal Rumble match a 50 uomini entrando col numero 39 ma è stato eliminato da Braun Strowman. Nella puntata di Raw del 7 maggio Titus, Apollo Crews e No Way Jose sono stati sconfitti da Baron Corbin e i Revival. Nella puntata di Main Event del 16 maggio Titus e Apollo Crews sono stati sconfitti dagli Authors of Pain (Akam e Rezar). Nella puntata di Raw del 4 giugno Apollo e Titus hanno partecipato ad una Tag Team Battle Royal per determinare i contendenti n°1 al WWE Raw Tag Team Championship di Bray Wyatt e Matt Hardy ma sono stati eliminati dai Revival. Nella puntata di Main Event del 13 giugno Apollo e Titus hanno sconfitto gli Ascension (Konnor e Viktor). Nella puntata di Raw del 2 luglio Apollo e Titus sono stati sconfitti nuovamente dagli Authors of Pain. Nella puntata di Raw del 16 luglio Apollo e Titus sono stati sconfitti ancora dagli Authors of Pain.

#### Ritorno alla competizione singola e ambasciatore (2018–presente)
Dopo aver concluso la sua collaborazione con Apollo Crews e Dana Brooke, Titus riprese a combattere in singolo, e nella puntata di Raw del 31 dicembre 2018 partecipò ad una Battle Royal per determinare l'avversario di Dean Ambrose per l'Intercontinental Championship per quella stessa sera ma venne eliminato dai Lucha House Party. Il 27 gennaio 2019, alla Royal Rumble, Titus prese parte all'omonimo match entrando col numero 11 ma venne eliminato da Curt Hawkins. Il 7 aprile, nel Kick-off di WrestleMania 35, Titus partecipò all'André the Giant Memorial Battle Royal ma venne eliminato da Ali. Nella puntata di Raw del 20 maggio Titus conquistò il nuovo titolo 24/7 Championship battendo sul tempo tutti gli altri wrestler prendendo la cintura sul ring, lasciata da Mick Foley, ma poco dopo, sullo stage, la perse venendo schienato da Robert Roode. Il 31 ottobre, a Crown Jewel, Titus partecipò ad una Battle Royal per determinare lo sfidante di AJ Styles per lo United States Championship più avanti nella serata ma venne eliminato da Apollo Crews. Il 26 marzo 2020 O'Neil apparve nella seconda serata di WrestleMania 36 come presentatore dell'evento per sostituire l'indisponibile Rob Gronkowski (dopo che questi aveva vinto il 24/7 Championship durante l'evento). Nella puntata di Raw del 4 maggio O'Neil partecipò ad un Gauntlet match di qualificazione al Money in the Bank Ladder match ma venne eliminato da Bobby Lashley. Nella puntata di Raw del 9 novembre O'Neil affrontò Bobby Lashley per lo United States Championship ma venne sconfitto in pochissimo tempo. Successivamente, O'Neil si dedicò per lo più a ruoli secondari, apparendo sempre meno come wrestler, come quando presentò WrestleMania 37 insieme ad Hulk Hogan, e il 6 aprile 2021 venne inserito nella Hall of Fame nella categoria dei Warrior Award per poi venire nominato Global Ambassador dalla WWE.

## Vita privata
Bullard è nato a Boynton Beach in Florida nel 1977. È cresciuto a Live Oak dove ha studiato alla Suwannee High School. Thaddeus si distinse subito per le incredibili capacità atletiche, specialmente nel football e ricevette un riconoscimento per studiare all'Università di Gainesville. Giocò nei Florida Gators, squadra con cui vinse il campionato scolastico nel 1996. Viene inoltre eletto vice presidente del corpo studentesco nel 2000.
Dopo la scuola, Bullard gioca nell'Arena Football League dal 2003 al 2007 prima di dedicarsi al wrestling. Inoltre è sposato e già padre di due figli. Egli, inoltre, è un grande amico di Dave Bautista.
Durante la sua entrata nella Greatest Royal Rumble, Bullard inciampò sul percorso e scivolò involontariamente nella zona sottostante il ring, suscitando un'incredibile ilarità generale che è generata in diversi post divertenti sui vari social network e addirittura in una maglietta prodotta dalla WWE stessa.

## Personaggio

### Mosse finali

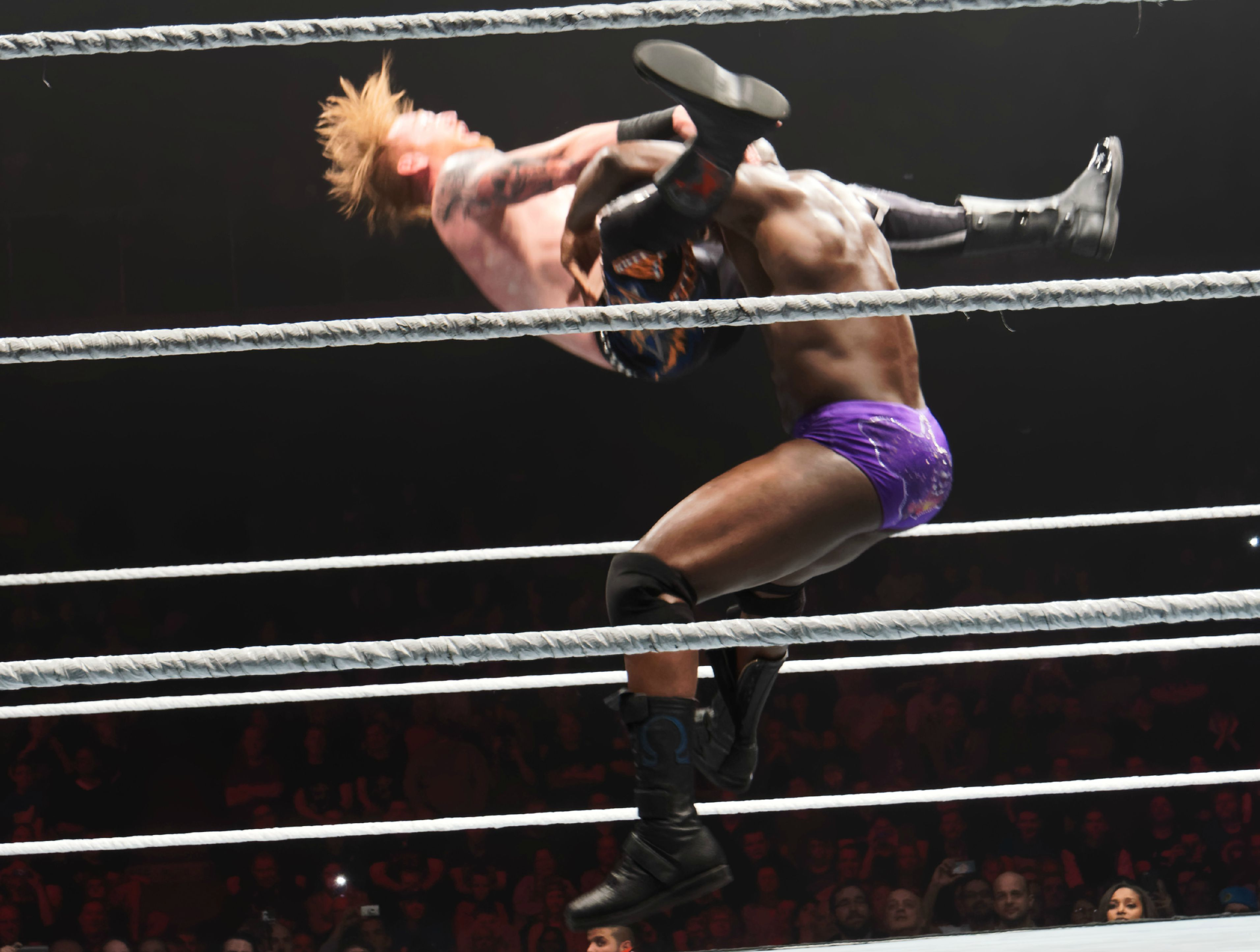
Titus O'Neil esegue il Clash of the Titus su Heath Slater

- Clash of the Titus (Sitout spinebuster)
- Million Dollar Slam (Pumphandle slam) – 2015

### Soprannomi
- "The Big Deal"
- "Real Deal"
- "The Gator"

## Titoli e riconoscimenti
- Florida Championship Wrestling
  - FCW Florida Tag Team Championship (1) – con Damien Sandow
- Pro Wrestling Illustrated
  - 82º tra i 500 migliori wrestler singoli nella PWI 500 (2013)
- Rolling Stone
  - Most Deserved Push (2015) come membro dei Prime Time Players
- WWE
  - WWE 24/7 Championship (1)
  - WWE Tag Team Championship (1) – con Darren Young
  - Warrior Award (edizione 2020)
  - Year–End Award (1)
    - Funniest Moment of the Year (edizione 2018) La caduta sotto al ring alla Greatest Royal Rumble
- Wrestling Observer Newsletter
  - Worst Feud of the Year (2016) vs. Darren Young

### Altri riconoscimenti
- ESPN
  - The Sports Humaniatarian Awards (2020)
- MEGA Dad Awards
  - MEGA Celebrity Dad of the Year (2015)